# Червената стая
„Червената стая“ (на турски: Kırmızı Oda) е турска психологическа драма, продуцирана от Онур Гювенатам и написана от Дениз Гюрлек и Мелек Седем. Сериалът е телевизионна адаптация по книгата „Вътре в медальона“ (2004 г.) на Гюлсерен Будайъджъоглу и разказва истинските истории на доктор Магнолия Ханъм (Бинур Кая) от Истанбул, нейните служители и пациентите в психиатрична клиника „Магнолия“.
Сериалът започва да се излъчва по TV8 на 4 септември 2020 г. Състои се от 2 сезона, като последният, 61-и епизод, е излъчен на 18 февруари 2022 г.
Актьорският състав на сериала се променя всеки епизод, като Бинур Кая е единствената актриса, която се появява във всички епизоди. Другите главни актьори са Мерик Арал, който напуска проекта след участие в 22 епизода, и Тюлин Йозен и Бурак Севинч, които участват в 30 епизода. 
„Червената стая“ се превръща в един от най-популярните и най-гледаните драматични сериали за 2020 г.

## Продукция
OGM Pictures, продуцентската компания на сериала, преди това продуцира телевизионни сериали, адаптирани от романите „Домът, в който си роден, е твоята съдба“ и „Апартаментът на невинните“. Сценаристът на сериала е обявен през юли 2020 г. – това е Бану Киремитчи Бозкурт, която е сценарист и на сериалите „Дъщеря ми“ и Hekimoğlu. Обявено е, че сериалът, режисиран от Джем Карджъ, ще бъде излъчен по TV8. Режисьор на сериала във втори сезон е Башак Сойсал, режисьор и на „Халка“ и „Нов живот“. През септември 2021 г. сценаристката Бану Киремитчи Бозкурт напуска и е заменена от сценаристите на „Ти си моята родина“, „Майка“ и „Почукай на вратата ми“ Дениз Гюрлек и Мелек Седем.
Първият епизод, излъчен в петък, 4 септември 2020 г., става най-гледаната програма за деня в групата на ЕС с рейтинг 6,10 и гледаемост от 19 процента.

### Формат на епизода
Един епизод на „Червената стая“ е 150 минути. Преди излъчването на новия епизод се показва подробно резюме на предишния епизод. В сериала всеки епизод отговаря на терапевтичните сесии на трима клиенти. Преди всяка терапевтична сесия се показва името на клиента.

### Локации
Снимките в Червената стая се снимат предимно в Бейкоз и Ускюдар. Обувната фабрика Бейкоз, където се намират много плата за телевизионни сериали, се използва за клиниката на доктор Ханъм. Тази сграда се появява във всеки епизод от поредицата и повечето от събитията се случват там. Освен това бяха използвани много места с гледка към Босфора и особено плажовете Ортакьой, хълма Чамлъджа и Шиле. В допълнение, улиците „Истиклял“ и „Нуру Зия“, както и задните улици на Галатасарайския лицей са предпочитани като основни външни пространства. Доктор Ханъм, изиграна от Бинур Кая в сериала, се разхожда пред сградата, където е заснет Masumlar Apartmanı.

### Музика
Автор на музиката е Фърат Юкселир. През същия период композиторът създава и музика за телевизионните сериали „Домът, в който си роден е твоята съдба и „Нов живот“. Юкселир създава приблизително 250 творби с повече от 50 теми и различни версии за поредицата, с различни композитори от Истанбул, Измир, Анкара, Канада и Англия. Всички произведения са инструментални, като обикновено се използват мелодии за цигулка и пиано.

### Препратки към други сериали
Възможно е герои от други сериали на OGM Pictures, продуцентската компания на сериала, да се появят в Червената стая или герои от Червената стая да се появят в други сериали.
- В епизод 13 от сериала „Домът, в който си роден, е твоята съдба“ (излъчен по TV8 между 2019 и 2021 г.), героят Зейнеп Гьоксу, изигран от Демет Йоздемир, идва да се консултира с доктор Ханъм, изигран от Бинур Кая, и героинята Туна, изиграна от Гюлчин Кюлтюр Шахин се появява в сериала.
- Героят на Сади Мертоолу, изигран от Еркан Петеккая, който е и герой от „Червената стая“, също се появява в „Домът, в който си роден, е твоята съдба“ (епизод 37)
- В последния, 42-ри, епизод на първи сезон и в първия, 43-и, епизод на втори сезон на „Червената стая“ участва героинята Гюлбен Дереноглу, изиграна от Мерве Диздар, която се появява в „Апартаментът на невинните “, излъчен по TRT 1.
- В 43-и епизод на „Апартаментът на невинните “ се поява Хюсеин, изигран от Баран Джан Ераслан.
- В 43-и, 45-и и 50-и епизод на „Апартаментът на невинните“ гостува героинята от „Червената стая“ Туна, изиграна от Гюлчин Кюлтюр Шахин.
- В 45 епизод на „Апартаментът на невинните“ за първи път се появява доктор Ханъм, изиграна от Бинур Кая. („Апартаментът на невинните“, епизоди 45 – 46, 50 – 51, 57 – 71).

## Актьорски състав и персонажи
- Бинур Кая – доктор Магнолия Йадираоглу/Доктор Ханъм, собственичка на психиатричната клиника и психиатър с дългогодишен опит. Женена е за Айдън.
- Тюлин Йозен – доктор Артун Пирайе, успешна психиатърка в клиниката, която се развежда със съпруга си, след като той ѝ изневерява.
- Мерич Арал – доктор Айше Гьол, млада и красива психиатърка с мъжки стил на обличане.
- Бурак Севинч – доктор Дениз Санер, детски психиатър, който е влюбен в доктор Пирайе.
- Гюлчин Кюлтюр Шахин – Туна, секретарката на клиниката. Тя е добросърдечна, услужлива и мекушава. Омъжва се за съседа си Йомер.

## Излъчване
| Сезон    | Ден и час на излъчване | Начало на сезона    | Финал на сезона             | Брой епизоди | Брой епизоди на сезон | Година на излъчване | ТВ канал |
| -------- | ---------------------- | ------------------- | --------------------------- | ------------ | --------------------- | ------------------- | -------- |
| 1. сезон | Петък 20:00ч.          | 4 септември 2020 г  | 18 юни 2021 г               | 42           | 1-42                  | 2020-2021 г         | TV8      |
| 2. сезон | Петък 20:00ч.          | 17 септември 2021 г | 18 февруари 2022 г. (Финал) | 18           | 43-61                 | 2021-2022 г         | TV8      |